# 外周性水腫
外周性水腫（peripheral edema）又稱周邊水腫，屬於組織的腫脹(Swelling (medical))，由於流體的積聚及引力的作用、水腫通常發生在下肢。

## 產生的條件
外周性水腫產生的條件通常與老化有關，但也可以由其它的情況產生，包括充血性心衰竭、創傷、酗酒、高山症、妊娠、高血壓、鐮刀型紅血球疾病，或僅僅是常長時間坐著或站著不動而引起。有些药物(比如:氨氯地平、普瑞巴林(Pregabalin))也可引起外周性水腫，或加重病情。

## 預後
成功的治療取決於根本原因的控制權之掌握。嚴重水腫可造成永久性的神經損傷，導致周圍神經病變。許多病例不管是暫時的、或輕微的情況都可將水腫的症狀自行解決，而沒有轉成持久性的傷害。
脊醫矯正可調節自主神經系統、有助於緩解下背痛淋巴回流引起的水腫。

## 註解
1. ↑  Highlights Of Prescribing Information,"These highlights do not include all the information needed to use LYRICA safely and effectively. See full prescribing information for LYRICA." （页面存档备份，存于）,輝瑞藥廠,LAB-0299-12.0,Revised: 12/2013.
2. ↑  Eric Chun Pu Chu. . European Journal of Molecular & Clinical Medicine. March 2018, 5 (1): 1-4  [2019-05-15]. doi:10.5334/ejmcm.250. （原始内容存档于2019-05-15）.

## 參閱
- 组织液
- 循环系统
- 水肿
- 脑水肿(Cerebral edema/encephaledema)
- 膠體滲透壓
- 全身性水腫(anasarca)